# Pandemia di COVID-19 nel Liechtenstein
Il primo caso della pandemia di COVID-19 in Liechtenstein è stato confermato il 3 marzo 2020.

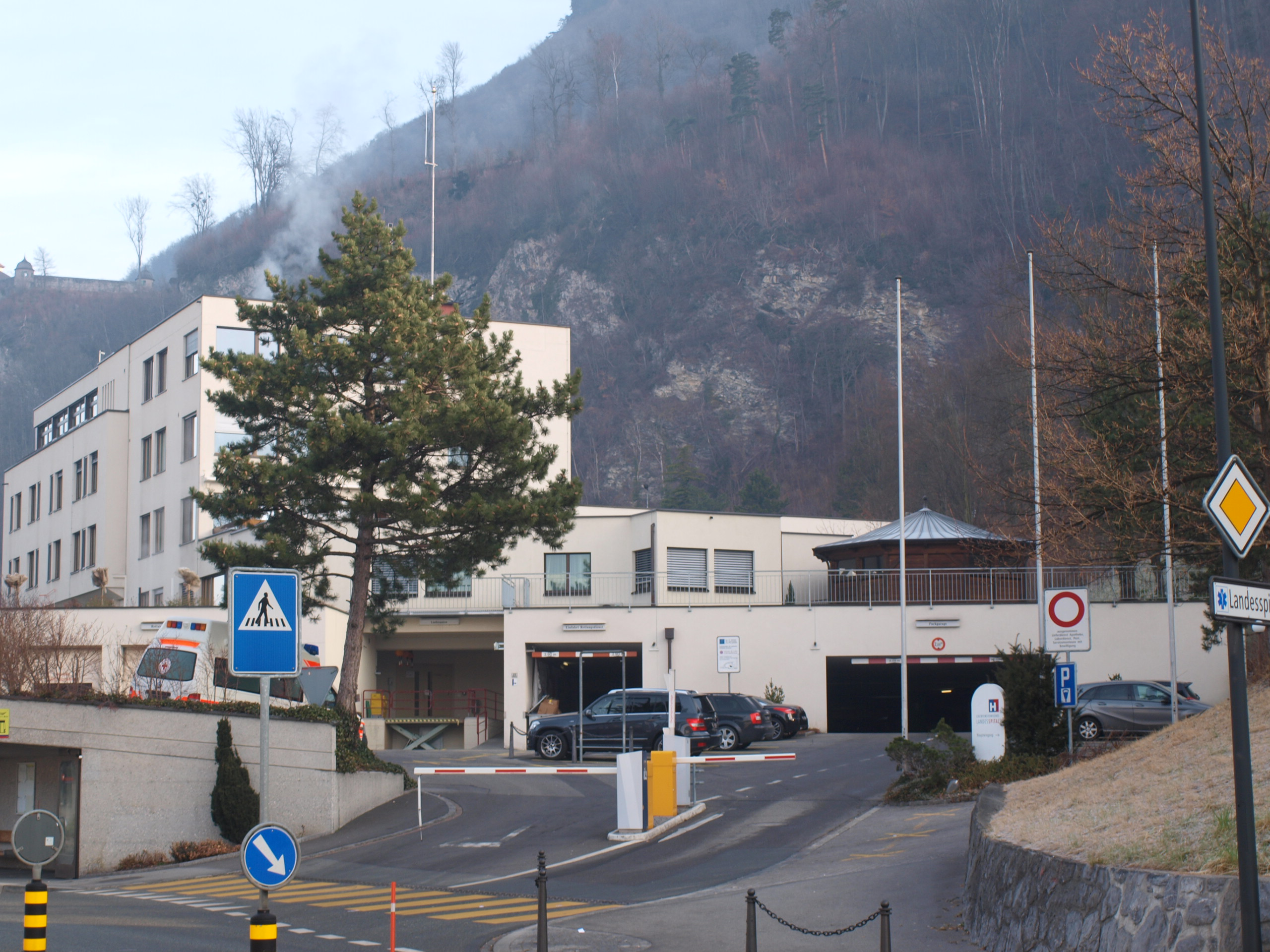
Liechtenstein State Hospital, che svolge un ruolo chiave nella gestione del coronavirus nel Liechtenstein

## Antefatti
Il 12 gennaio 2020, l'Organizzazione mondiale della sanità (OMS) ha confermato che un nuovo coronavirus era la causa di una malattia respiratoria in un gruppo di persone nella città di Wuhan, nella provincia di Hubei, in Cina, che è stato segnalato all'OMS il 31 dicembre 2019.
Il tasso di letalità per COVID-19 è stato confermato come molto più basso della SARS del 2003, ma l'infettività è stata riscontrata come significativamente maggiore, con un significativo incremento delle vittime totali.
Il 5 maggio 2023, l'Organizzazione mondiale della sanità dichiara ufficialmente la fine della pandemia.

## Cronologia

### Febbraio
L'11 febbraio, il governo del Liechtenstein ha istituito uno staff per il "nuovo coronavirus 2019-nCoV" che, sotto la presidenza del consigliere governativo Mauro Pedrazzini, monitorerà gli sviluppi relativi al nuovo coronavirus e coordinerà le misure necessarie per il Liechtenstein.
Il 26 febbraio il governo ha annunciato che il paese si stava già preparando ampiamente per possibili casi di coronavirus, sebbene fin a quel momento non vi siano state segnalazioni confermate.
Il 27 febbraio, il governo ha annunciato che i primi due casi sospetti in Liechtenstein erano stati sottoposti a tampone e risultati negativi. Inoltre, la popolazione è stata messa al corrente con varie pagine di informazioni sul nuovo virus corona.

### Marzo
Il 3 marzo, il primo caso è stato segnalato nel paese con un giovane che aveva avuto contatti con una persona infetta in Svizzera.
Ha sviluppato sintomi e si è rivolto all'ospedale statale dove è stato confermato positivo ed isolato.

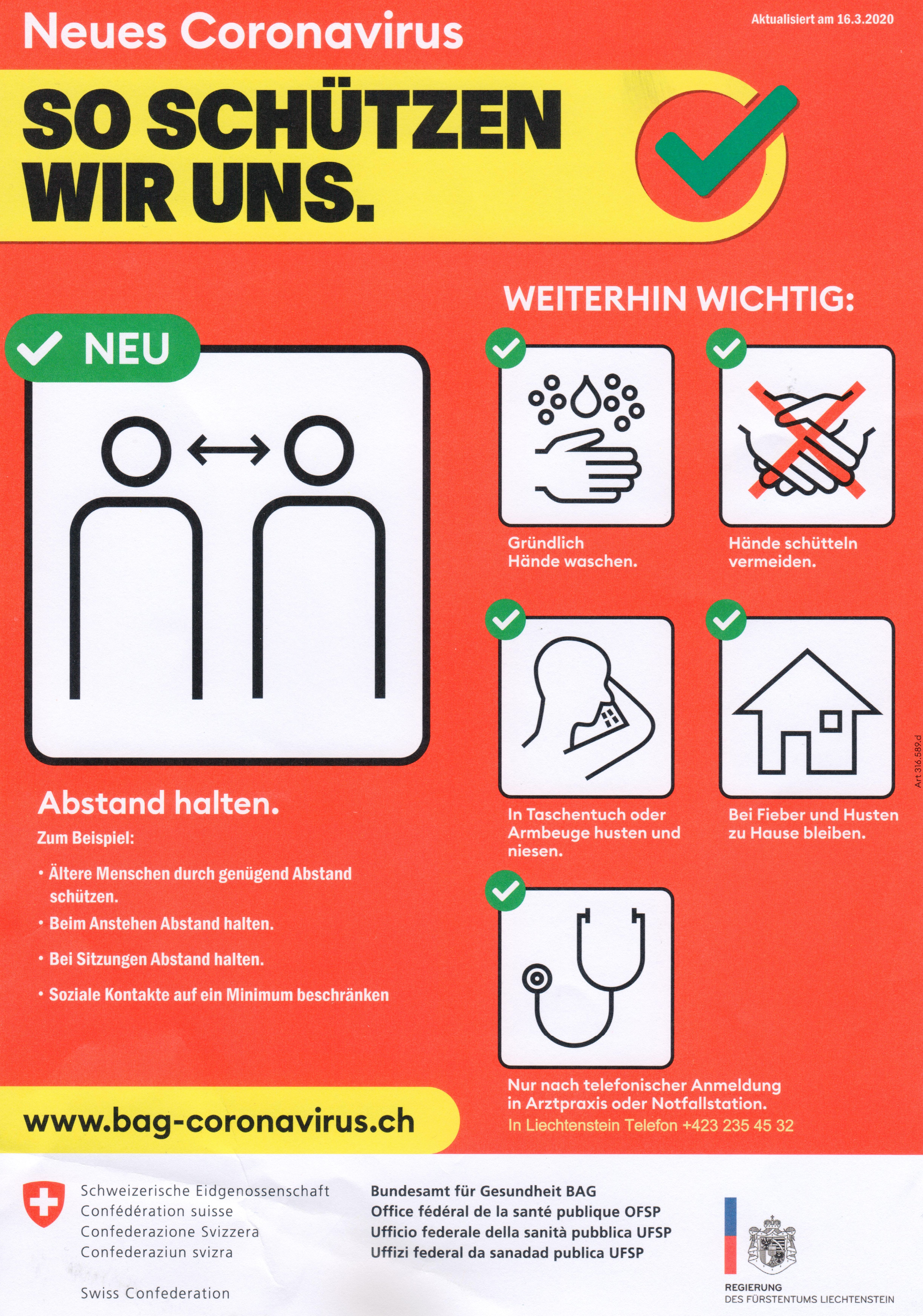
Guidelinea nel paese

Il 16 marzo, il governo del Liechtenstein ha imposto o annunciato notevoli restrizioni alla vita sociale in Liechtenstein, come regole restrittive sugli eventi e divieti di intrattenimento e attività ricreative, per rallentare la diffusione del virus nel paese.
Il 17 marzo (divieto generale di eventi e ulteriori chiusure) e il 20 marzo (ulteriore riduzione dei contatti sociali), le misure sono state nuovamente rafforzate dal governo.
Il 21 marzo, la polizia di stato del Liechtenstein ha annunciato che tre agenti di polizia erano attualmente risultati positivi al virus. Tutti e tre sono stati messi in quarantena.
Alla data del 21 marzo, un totale di 44 persone che vivevano nel Liechtenstein erano risultate positive al COVID-19.
Il 23 marzo il governo ha anche annunciato che aumenterà il numero di letti d'ospedale in Liechtenstein e istituirà una nuova struttura per effettuare i test.
Il 25 marzo, un totale di 53 persone che vivono in Liechtenstein sono risultate positive al coronavirus.

## Statistiche

### Infezioni
Il governo del Liechtenstein riferisce sul proprio sito Web in notifiche giornaliere sul numero di casi nel paese che sono stati segnalati.

### Test
I seguenti test sono stati effettuati su casi sospetti di COVID-19 sulla base delle comunicazioni del governo del Liechtenstein:
| Data        | Test eseguiti (cumulativi) | Test per 10.000 persone |
| ----------- | -------------------------- | ----------------------- |
| 27 febbraio | 2                          | 0.52                    |
| 28 febbraio | 5                          | 1.29                    |
| 2 marzo     | 8                          | 2.07                    |
| 3 marzo     | 14                         | 3.62                    |
| 4 marzo     | 16                         | 4.14                    |
| 5 marzo     | 18                         | 4.66                    |
| 6 marzo     | 22                         | 5.69                    |
| 9 marzo     | 24                         | 6.21                    |
| 10 marzo    | 37                         | 9.57                    |
| 11 marzo    | 50                         | 12.94                   |
| 12 marzo    | 57                         | 14.75                   |
| 14 marzo    | 99                         | 25.61                   |
| 23 marzo    | 750                        | 194,05                  |
| 26 marzo    | ~ 900                      | 232,86                  |